# Rue Adolphe-Talazac
La rue Adolphe-Talazac (en occitan : carrièra Adòlf Talazac) est une voie de Toulouse, chef-lieu de la région Occitanie, dans le Midi de la France.

## Situation et accès

### Description
La rue Adolphe-Talazac est une voie publique. Elle se trouve dans le quartier de Bourrassol, dans le secteur 2 - Rive gauche.

### Voies rencontrées
La rue Adolphe-Talazac rencontre les voies suivantes, dans l'ordre des numéros croissants (« g » indique que la rue se situe à gauche, « d » à droite) :
1. Rue des Fontaines
2. Rue Gustave-Eiffel (g)
3. Avenue Francis-de-Pressensé (g)
4. Rue Édouard-Vaillant (g)
5. Rue Antonio-Vivaldi - accès piéton

## Odonymie
La rue est nommée en commémoration d'Adolphe Talazac (1878-1932). Employé de mairie, il fut chef du service de l'Économat. Il était installé dans le quartier de Bourrassol et mourut dans la maison qu'il habitait dans la cité-jardin des Fontaines. Il fut désigné comme un « bienfaiteur » du quartier. C'est en 1934, deux après sa mort, que la rue prit son nom : elle était désignée jusque là comme la rue de la Grotte.

## Patrimoine et lieux d'intérêt
- no  2 : villa Maïtena (1938)[3].
- no  2 : maison (années 1930)[4].